# Terebovelský rajón
Terebovelský rajón (ukrajinsky Теребовлянський район) byl rajón v Ternopilské oblasti na Ukrajině. Hlavním městem byla Terebovlja a rajón měl přibližně 65 tisíc obyvatel. 

## Sídla v rajónu
- Družba
- Mykulynci
- Terebovlja